# 川口村 (岩手県)
川口村（かわぐちむら）は、昭和30年（1955年）まで岩手県岩手郡の北部に存在していた村。現在の岩手町川口にあたる。

## 沿革
- 明治22年（1889年）4月1日 - 町村制施行にともない、旧来の川口村単独で村制施行し北岩手郡川口村が発足。
- 1897年（明治30年）4月1日 - 郡の統合により北岩手郡と南岩手郡が合併し、岩手郡が復活[1]。岩手郡川口村となる。
- 昭和30年（1955年）7月21日 - 沼宮内町・一方井村・御堂村と合併し、岩手町となる。

## 行政

### 歴代村長
| 代 | 氏名         | 就任                       | 退任                      | 備考 |
| -- | ------------ | -------------------------- | ------------------------- | ---- |
| 1  | 勝又清孝     | 明治22年（1889年）9月22日  |                           |      |
| 2  | 佐藤喜右ェ門 | 明治22年（1889年）12月28日 |                           |      |
| 3  | 坂本富太     | 明治25年（1892年）5月12日  |                           |      |
| 4  | 佐藤喜右ェ門 | 明治26年（1893年）4月24日  |                           | 再任 |
| 5  | 福士政備     | 明治28年（1895年）10月21日 |                           |      |
| 6  | 佐藤喜右ェ門 | 明治32年（1899年）10月18日 |                           | 三任 |
| 7  | 久慈政経     | 明治33年（1900年）12月28日 |                           |      |
| 8  | 山内政久     | 明治36年（1903年）4月1日   |                           |      |
| 9  | 稲村大次郎   | 明治37年（1904年）6月1日   |                           |      |
| 10 | 佐藤喜右ェ門 | 明治40年（1907年）12月18日 |                           | 四任 |
| 11 | 高橋重三郎   | 明治43年（1910年）1月14日  |                           |      |
| 12 | 八角金吾     | 明治44年（1911年）11月14日 |                           |      |
| 13 | 上野広成     | 大正3年（1914年）5月19日   |                           |      |
| 14 | 滝川清十郎   | 大正4年（1915年）8月14日   |                           |      |
| 15 | 新藤政造     | 大正5年（1916年）2月15日   |                           |      |
| 16 | 久保田和喜八 | 大正7年（1918年）11月28日  |                           |      |
| 17 | 小川敬七     | 大正9年（1920年）4月10日   |                           |      |
| 18 | 吉田久四郎   | 大正13年（1924年）11月6日  |                           |      |
| 19 | 佐藤喜右ェ門 | 大正15年（1926年）4月29日  |                           | 五任 |
| 20 | 村田幸之助   | 昭和11年（1936年）4月14日  |                           |      |
| 21 | 鈴木愛次郎   | 昭和12年（1937年）8月14日  |                           |      |
| 22 | 菅原彦作     | 昭和15年（1940年）9月2日   |                           |      |
| 23 | 円子伊三郎   | 昭和17年（1942年）7月7日   | 昭和21年（1946年）7月6日  |      |
| 24 | 瀬川清十郎   | 昭和22年（1947年）4月5日   | 昭和30年（1955年）7月20日 |      |

## 交通

### 鉄道
- 国鉄東北本線：岩手川口駅